# Missione cuccioli
Missione Cuccioli è una trasmissione televisiva italiana educativa per bambini, trasmessa in prima visione su DeA Kids dal 2009.
Il programma vede Simone Dalla Valle dispensare vari consigli sulla cura dei cani. DeAgostini ha collaborato con la Lega nazionale per la difesa del cane per far adottare i cani del loro canile.
Il programma dopo una pausa di tre anni è stata rinnovata per una sesta edizione.

## Edizioni
| Edizione | Inizio            | Fine             | Rete televisiva | Conduzione         | Giorno         | Puntate |
| -------- | ----------------- | ---------------- | --------------- | ------------------ | -------------- | ------- |
| 1        | 24 dicembre 2009  | 2 gennaio 2010   | Deakids         | Simone Dalla Valle | Tutti i giorni | 10      |
| 2        | 13 settembre 2010 | 15 novembre 2010 | Deakids         | Simone Dalla Valle | Lunedì         | 10      |
| 3        | 23 maggio 2011    | 18 luglio 2011   | Deakids         | Simone Dalla Valle | Lunedì         | 9       |
| 4        | 28 maggio 2012    | 30 luglio 2012   | Deakids         | Simone Dalla Valle | Lunedì         | 10      |
| 5        | 10 giugno 2013    | 12 agosto 2013   | Deakids         | Simone Dalla Valle | Lunedì         | 10      |
| 6        | 15 ottobre 2017   | 2017             | Deakids         | Simone Dalla Valle | TBA            | TBA     |